# Lars Blinkenberg
Lars Blinkenberg (født 15. april 1931 i Aarhus, død december 2024 i Knebel, offentliggjort 6. december 2024) var en dansk jurist, diplomat og mangeårig ambassadør.
Lars Blinkenberg var søn af professor Andreas Blinkenberg og blev student to gange; først fra Aarhus Katedralskole i 1949 og fra Lycée Saint Charles i Marseille i 1950. Han blev uddannet cand.jur. fra Aarhus Universitet i 1956.
Hele hans arbejdsliv foregik i udenrigstjenesten. Først som ambassadesekretær i London 1960-63 og 1. ambassadesekretær i New Delhi 1964-68. I 1981 blev han ambassadør i Caracas og senere også Danmarks ambassadør i Syrien, Cypern, Jordan og Libanon 1996-1999.
Derudover har han været næstformand for bestyrelsen for Den Nordiske Investeringsbank 1975-1977 og medlem af den rådgivende komité i Den Danske Helsinki-Komité for Menneskerettigheder fra 2002.
Han har udgivet syv bøger, senest erindringerne Ambassadør i 20 lande - mit livs ankerpladser fra 2014.
Lars Blinkenberg var Ridder af 1. grad af Dannebrogordenen.